# 北海道清水高等学校
北海道清水高等学校（ほっかいどうしみずこうとうがっこう、Hokkaido Shimizu High School）は、北海道上川郡清水町にある公立（道立）の高等学校である。北海道内初めての総合学科の高校として注目を集めた。

## 教育目標
- 心豊かに実践する力をもつ人間になろう
- 高い知性と創造する力をもつ人間になろう
- 健康で自他の生命を尊ぶ人間になろう

## 沿革
- 1934年 - 清水実科女学校として設立。
- 1948年 - 芽室分校と新得分校を設置。
- 1949年 - 道立移管、北海道清水高等学校となる。芽室分校が北海道芽室高等学校として独立。
- 1950年 - 鹿追分校を設置。
- 1952年 - 新得分校および鹿追分校がそれぞれ北海道新得高等学校・北海道鹿追高等学校として独立。
- 1997年 - 総合学科に転換。
- 2022年‐四系列に改編(社会創造・科学技術・食品ビジネス・保健福祉)

## 著名な出身者
- 葛西純（プロレスラー）
- いなむら一志（シンガーソングライター）